# 平叶景天
平叶景天（学名：Sedum planifolium）是景天科景天属的植物，为中国的特有植物。分布于中国大陆的甘肃、陕西等地，生长于海拔1,000米至1,600米的地区，常生于山谷滩地和山坡石上，目前尚未由人工引种栽培。

## 别名
狗牙瓣（陕西）